# Macromia splendens
Macromia splendens är en trollsländeart som först beskrevs av Francois Jules Pictet de la Rive 1843.  Macromia splendens ingår i släktet Macromia och familjen skimmertrollsländor. IUCN kategoriserar arten globalt som sårbar. Inga underarter finns listade i Catalogue of Life.